# Rubus adenotrichos
Rubus adenotrichos är en rosväxtart som beskrevs av Diederich Franz Leonhard von Schlechtendal. Rubus adenotrichos ingår i släktet rubusar, och familjen rosväxter. Inga underarter finns listade i Catalogue of Life.